# Notozomus aterpes
Notozomus aterpes är en spindeldjursart som beskrevs av Harvey 1992. Notozomus aterpes ingår i släktet Notozomus och familjen Hubbardiidae. Inga underarter finns listade i Catalogue of Life.